# (7071) 1995 BH4
(7071) 1995 BH4 (1995 BH4, 1984 EC1, 1991 PJ4) — астероїд головного поясу, відкритий 28 січня 1995 року.
Тіссеранів параметр щодо Юпітера — 3,146.